# الأحد الكئيب
الأحد الكئيب قطعة موسيقيّة جازيّة كتبها الفنان المجري رجو شرش سنة 1933 إحياءً لذكرى المفقودين الّذين أحبّهم. 
كسبت هذه القطعة الموسيقيّة الحزينة والكئيبة شهرةً واسعة لأنّها منعت في جميع مؤسّسات بودابست الّتي خشيت دفع عملائها إلى الانتحار. وأعطت الأساطير الحضريّة هذه الأغنية اسم «أغنية بودابست المحظورة» أو «الأغنية المجريّة الانتحاريّة». لكّن الإشاعات بشأن منع بثّها في الإذاعات وموجات الانتحار، الناتجة معضمها عن الحملات الإعلانيّة الساعية إلى ترويج الأغنية، لا أساس لها. ومن سخرية القدر أنّ الموّلف نفسه انتحر سنة 1968.
أدّى بول روبسن أغنية الأحد الكئيب Szomorú Vasárnap سنة 1940 تحت عنوان Gloomy Sunday، وبعده بيلي هوليداي، لكن إذاعة ال بي بي سي منعت بث أغنيتها سنة 1941 بسبب سياق الحرب العالميّة الثانية إذ كانت الرّقابة آنذاك تمنع بث الأغاني المثبّطة.